# واكاكو تاباتا
واكاكو تاباتا (باليابانية: 田畑和歌子) هي متسابقة يخت يابانية، ولدت في 12 أكتوبر 1983.

## وصلات خارجية
- واكاكو تاباتا على موقع أوليمبيديا (الإنجليزية)